# Zápas ve volném stylu na Letních olympijských hrách 2000 – seznam účastníků
Seznam účastníků LOH v Sydney v zápasu ve volném stylu vykrystalizoval z olympijské kvalifikace konané v období od října 1999 do konce března 2000 formou kvalifikačních turnajů.

## Pořadatelská země
Austrálie se musela jako pořadatelská země účastnit olympijské kvalifikace, nízká úroveň olympijského zápasu v Oceánii však Austrálii zaručovala vysoký počet kvót.

## Seznam kvalifikačních turnajů
| fáze   | datum                  | název kvalifikačního turnaje      | místo      | počet kvót |
| ------ | ---------------------- | --------------------------------- | ---------- | ---------- |
| 1.     | 7. až 10. října 1999   | Mistrovství světa                 | Ankara     | 64         |
| 2.     | 29. až 30. ledna 2000  | 1. Světová olympijská kvalifikace | Minsk      | 56         |
| 2.     | 12. až 13. února 2000  | 2. Světová olympijská kvalifikace | Lipsko     | 56         |
| 2.     | 26. až 27. února 2000  | 3. Světová olympijská kvalifikace | Tokio      | 56         |
| 2.     | 11. až 12. března 2000 | 4. Světová olympijská kvalifikace | Querétaro  | 56         |
| 2.     | 25. až 26. března 2000 | 5. Světová olympijská kvalifikace | Alexandrie | 56         |
| 3.     | 6. až 9. dubna 2000    | Mistrovství Evropy                | Budapešť   | 8          |
| 3.     | 26. až 28. dubna 2000  | Mistrovství Asie                  | Kuej-lin   | 8          |
| 3.     | 22. až 27. května 2000 | Panamerické mistrovství           | Cali       | 8          |
| 3.     | 26. až 29. května 2000 | Mistrovství Afriky                | Tunis      | 8          |
| 3.     | 13. až 14. května 2000 | Mistrovství Oceánie               | Melbourne  | 8 - 1      |
| celkem | celkem                 | celkem                            | celkem     | 160 - 1    |

## Systém olympijské kvalifikace
Olympijská kvalifikace byla rozdělena do 3 fází:
- 1. fáze – Na říjnovém mistrovství světa v Ankaře volnostylaři mimo titul mistra světa bojovali o zisk olympijské kvóty pro svou zemi. Ve hře bylo 64 kvót v 8 váhových kategoriích. V každé váhové kategorii získalo olympijskou kvótu podle pořadí prvních osm zemí.

- 2. fáze – Světová olympijská kvalifikace byla rozdělena do pěti turnajů. Ve hře bylo 56 kvót v 8 váhových kategoriích. Každá země (Národní olympijský výbor) se mohla účastnit všech pěti turnajů, ale pouze tři nejlepší výsledky se započítaly do konečného pořadí národů. Národní olympijský výbor mohl na každém z pěti turnajů zastupovat jiný volnostylař. Systém bodování byl dán počtem účastníků. Pokud se olympijské kvalifikace ve váhové kategorii účastnilo 30 volnostylařů, vítěz obdržel 30 bodů, druhý v pořadí 29 bodů atd. Pokud se olympijské kvalifikace ve váhové kategorii účastnilo pouze 5 volnostylařů, vítěz obdržel pouze 5 bodů do tabulky národů. V každé váhové kategorie získalo olympijskou kvótu podle pořadí prvních sedm zemí.

- 3. fáze – Kontinentální kvalifikace byla rozdělena do pěti kontinentů a zaručovala alespoň symbolickou účast kontinentům, kde není olympijský zápas rozšířeným sportem (Afrika, Oceánie). Z každého kontinentu získalo olympijskou kvótu 8 zemí v 8 váhových kategoriích. Zvláště pro Evropu se jednalo o poslední šanci pro země pod čarou z 2. fáze.

## Kontinentální kvóty

### Evropa
| země   | −54 kg                               | −58 kg                                                        | −63 kg                                  | −69 kg                                                      | −76 kg                               | −85 kg                                 | −97 kg                        | −130 kg                                            | celkem              |
| ------ | ------------------------------------ | ------------------------------------------------------------- | --------------------------------------- | ----------------------------------------------------------- | ------------------------------------ | -------------------------------------- | ----------------------------- | -------------------------------------------------- | ------------------- |
| RUS    | Leonid ČučunovMS                     | Miron DzadzajevMS Murad RamazanovN                            | Murad UmachanovS Džamso LchamadžapovS   | Zaur BotajevS Ischak BozijevS Murad UmarovS Arsen GitinovN  | Adam SajtijevMS Buvajsar SajtijevN   | Chadžimurad MagomedovMS Adam SajtijevN | Sagid MurtazalijevMS          | Andrej ŠumilinMS David MusulbesN                   | 8                   |
| UKR    | Oleksandr ZacharukMS                 | Jevhen BuslovyčS Viktor BilokopytnyjS Vasyl FedoryšynS        | Elbrus TedejevMS                        | Zaza ZoziroviS Andrij ŠyjkaS                                | Alik MusajevMS                       | Davit BičinašviliS Eldar AsanovS       | Vadim TasojevS                | Merab ValijeviMS                                   | 8                   |
| BLR    | German KontojevS Dmitrij ZacharenkoS | Alexandr GuzovS Alexandr KarnickijS                           | Nikolaj SavinS Sergej SmalS             | Sergej DěmčenkoS                                            | —                                    | Bejbulat MusajevS, K Sergej BorčenkoS  | Alexandr ŠemarovS             | Alexej MedveděvS                                   | 7                   |
| AZE    | Namig AbdullajevS                    | Arif AbdullajevS Nazim AlidžanovS                             | Šamil EfendijevS Elman AsgarovS         | —                                                           | Elšad AllahverdijevMS                | —                                      | Daud MagomedovMS              | Radžab AšabalijevMS                                | 6                   |
| GEO    | —                                    | Otar TušišviliS, K Kachaber DobordžginidzeS Davit PogosijaniN | Davit PogosijaniS Otar TušišviliN       | Emzar BedynejišviliMS                                       | Guram MčedlidzeK Revaz MindorašviliS | —                                      | Eldar KurtanydzeMS            | Aleksandre ModebadzeS                              | 6                   |
| GER    | Vasile ZeiherS                       | Othmar KuhnerS                                                | Jürgen ScheibeS                         | —                                                           | Alexander LeipoldMS                  | —                                      | Aravat SabejevS Heiko BalzS   | Sven ThieleMS                                      | 6                   |
| TUR    | —                                    | Harun DoğanMS                                                 | —                                       | Yüksel ŞanlıMS                                              | Adem BereketMS                       | Ali ÖzenMS                             | Kaşif ŞakiroğluMS Ahmet DoğuN | Aydın PolatçıMS                                    | 6                   |
| BUL    | Ivan ConovMS                         | —                                                             | Serafim BarzakovMS                      | Nicolae PâslaruK Ivan TodorovS Jordan RadevS Petar KasabovN | Plamen PaskalevMS                    | —                                      | —                             | Božidar BojadžievS Chasan BejtulaS Krasimir KočevN | 5                   |
| GRE    | Amiran KardanovS, K                  | Chviča PolychronidisS                                         | —                                       | Nikos LojzidisMS                                            | —                                    | —                                      | Avtandil XanthopulosMS        | Stathis TopalidisS Theo AbadzisS                   | 5                   |
| SVK    | —                                    | Andrej FašánekMS                                              | Štefan FernyákS                         | —                                                           | Rodion KertantyS                     | —                                      | Milan MazáčS                  | Peter PechaS, K                                    | 5                   |
| MDA    | Vitalie RăileanuS                    | Octavian CuciucMS                                             | Ruslan BodișteanuS                      | Ion DiaconuS                                                | —                                    | —                                      | —                             | —                                                  | 4                   |
| ARM    | —                                    | Martin BerberjanMS                                            | Aršak AjrapetjanS, K Robert ChačatrjanS | Arajik GevorgjanMS                                          | —                                    | —                                      | —                             | —                                                  | 3                   |
| HUN    | —                                    | —                                                             | —                                       | —                                                           | Árpád RitterS                        | Gábor KapuváriS                        | —                             | Zsolt GombosS                                      | 3                   |
| POL    | —                                    | —                                                             | —                                       | Mariusz DąbrowskiS Karol ChilińskiS                         | Marcin JureckiS Radosław HorbikS     | —                                      | Marek GarmulewiczMS           | —                                                  | 3                   |
| MKD    | —                                    | —                                                             | —                                       | —                                                           | Nasyr GadžichanovS                   | Magomed IbragimovS                     | —                             | —                                                  | 2                   |
| SUI    | —                                    | —                                                             | —                                       | —                                                           | —                                    | Grégory MartinettiS                    | Rolf ScherrerS                | —                                                  | 2                   |
| LAT    | —                                    | —                                                             | —                                       | —                                                           | —                                    | Igor SamusonokS                        | —                             | —                                                  | 1                   |
| LTU    | —                                    | —                                                             | —                                       | —                                                           | —                                    | —                                      | Ričardas PauliukonisS         | —                                                  | 1                   |
| NED    | —                                    | —                                                             | —                                       | —                                                           | —                                    | —                                      | Giorgi TorčinavaS, K          | —                                                  | 1                   |
| ROU    | —                                    | —                                                             | —                                       | —                                                           | —                                    | Nicolae GhițăS                         | —                             | —                                                  | 1                   |
| celkem | 8 kvót                               | 11 kvót                                                       | 10 kvót                                 | 10 kvót                                                     | 11 kvót                              | 9 kvót                                 | 13 kvót                       | 11 kvót                                            | 83 kvót pro 20 zemí |

### Asie
| země   | −54 kg                               | −58 kg                                                | −63 kg                            | −69 kg                                               | −76 kg                                                           | −85 kg                                                              | −97 kg               | −130 kg                                              | celkem             |
| ------ | ------------------------------------ | ----------------------------------------------------- | --------------------------------- | ---------------------------------------------------- | ---------------------------------------------------------------- | ------------------------------------------------------------------- | -------------------- | ---------------------------------------------------- | ------------------ |
| IRI    | Golámrezá MohammadíMS Behnám TajibíN | Alírezá DábirMS                                       | Mohammad TaláíMS                  | Amír TavakkolíanS Madžíd MohammadíS Mohammad BarátíS | Pežman DorostkarS Bahrám AbedíS Masúd DžamšídíS Alí AkbarnedžádS | Amír'rezá ChádemS, K Šaháb GorbáníS Abbás MadžídíS Sajíd MohammadíS | Alírezá HajdáríMS    | Abbás DžadídíMS                                      | 8                  |
| KAZ    | Maulen MamyrovMS                     | Abil IbragimovS Ijoseb MomcelidzeS Madijar KuramusovS | —                                 | Ruslan VelijevS Očir DamdinovS                       | Gennadij LalijevS                                                | Magomed KuruglijevMS                                                | Islam BajramukovS, K | —                                                    | 6                  |
| UZB    | Adhamjon OchilovMS                   | Damir ZacharutdinovS                                  | Ramil IslamovS                    | —                                                    | Ruslan ChinčagovS                                                | Rasul KatinovasovMS Macharbek ChadarcevN                            | —                    | Artur TajmazovK                                      | 6                  |
| JPN    | Čikara TanabeS                       | —                                                     | Kazujuki MijataS, K Kacujoši ItóS | Takahiro WadaS, K                                    | —                                                                | Tacuo KawaiMS                                                       | —                    | —                                                    | 4                  |
| KOR    | Kim U-jongMS Mun Mjong-sikN          | —                                                     | Čang Če-songMS                    | —                                                    | Mun Ui-čeMS                                                      | Jang Hjong-moMS                                                     | —                    | —                                                    | 4                  |
| KGZ    | Nurdin DonbajevS                     | —                                                     | Maksat BoburbekovMS               | Almazbek AskarovMS                                   | —                                                                | —                                                                   | —                    | Alexandr KovalevskijMS                               | 4                  |
| MGL    | Tümendemberelín DzűnbajanMS          | Ojúnbilegín PürevbátarS                               | —                                 | —                                                    | Tümen-Ölzín MönchbajarS, K                                       | —                                                                   | —                    | Dolgorsürengín SumjábadzarS Bajanmönchín GantogtochS | 4                  |
| PRK    | Čin Ču-tongK                         | I Jong-samK                                           | Kim Kwang-ilMS Čo Jong-sonN       | —                                                    | —                                                                | —                                                                   | —                    | —                                                    | 3                  |
| CHN    | —                                    | —                                                     | —                                 | —                                                    | —                                                                | —                                                                   | —                    | Čchen Sing-čchiangS                                  | 1                  |
| celkem | 8 kvót                               | 5 kvót                                                | 6 kvót                            | 4 kvóty                                              | 5 kvót                                                           | 5 kvót                                                              | 2 kvóty              | 5 kvót                                               | 40 kvót pro 9 zemí |

### Amerika
| země   | −54 kg                                             | −58 kg                               | −63 kg        | −69 kg             | −76 kg                       | −85 kg                         | −97 kg                                        | −130 kg                     | celkem             |
| ------ | -------------------------------------------------- | ------------------------------------ | ------------- | ------------------ | ---------------------------- | ------------------------------ | --------------------------------------------- | --------------------------- | ------------------ |
| USA    | Sammie HensonS Eric AkinS Lou RosselliS Mike MenaS | Eric GuerreroMS Terry BrandsN        | Cary KolatMS  | Lincoln McIlravyMS | Joe WilliamsMS Brandon SlayN | Les GutchesMS Charles BurtonN  | Melvin DouglasS Joel SharrattS Dominic BlackS | Stephen NealMS Kerry McCoyN | 8                  |
| CUB    | Wilfredo GarcíaK                                   | —                                    | Carlos OrtizK | Yosvany SánchezMS  | Yosmany RomeroK              | Yoel RomeroMS                  | Wilfredo MoralesMS                            | Alexis RodríguezK           | 7                  |
| CAN    | —                                                  | Givi SisauriS, K Sajíd ÁzerbájdžáníS | —             | Daniel IgaliMS     | —                            | Justin AbdouS, K Scott BiancoS | Dean SchmeichelS, K                           | —                           | 4                  |
| COL    | —                                                  | —                                    | —             | Edison HurtadoK    | —                            | —                              | —                                             | —                           | 1                  |
| celkem | 2 kvóty                                            | 2 kvóty                              | 2 kvóty       | 4 kvóty            | 2 kvóty                      | 3 kvóty                        | 3 kvóty                                       | 2 kvóty                     | 20 kvót pro 4 země |

### Afrika
| země   | −54 kg         | −58 kg         | −63 kg           | −69 kg     | −76 kg          | −85 kg         | −97 kg        | −130 kg             | celkem            |
| ------ | -------------- | -------------- | ---------------- | ---------- | --------------- | -------------- | ------------- | ------------------- | ----------------- |
| EGY    | Ali Abu TalebK | —              | Hesham MoustafaK | —          | —               | —              | —             | Hesham AbdelmoamenK | 3                 |
| NGR    | —              | —              | —                | Ibo OzitiK | —               | —              | Victor KodeiK | —                   | 2                 |
| CIV    | —              | —              | —                | —          | —               | Vincent AkaS   | —             | —                   | 1                 |
| GBS    | —              | Talata EmbaloK | —                | —          | —               | —              | —             | —                   | 1                 |
| RSA    | —              | —              | —                | —          | Jannie Du ToitK | —              | —             | —                   | 1                 |
| SEN    | —              | —              | —                | —          | —               | Alioune DioufK | —             | —                   | 1                 |
| celkem | 1 kvóta        | 1 kvóta        | 1 kvóta          | 1 kvóta    | 1 kvóta         | 2 kvóty        | 1 kvóta       | 1 kvóta             | 9 kvót pro 6 zemí |

### Oceánie
| země   | −54 kg         | −58 kg        | −63 kg      | −69 kg            | −76 kg        | −85 kg               | −97 kg          | −130 kg | celkem            |
| ------ | -------------- | ------------- | ----------- | ----------------- | ------------- | -------------------- | --------------- | ------- | ----------------- |
| AUS    | —              | Cory O'BrienK | Musa IlhanK | Cameron JohnstonK | Rein OzolineK | Igor PraporshchikovK | Gabriel SzerdaK | —       | 7*                |
| NZL    | Martin LiddleK | —             | —           | —                 | —             | —                    | —               | —       | 1                 |
| celkem | 1 kvóta        | 1 kvóta       | 1 kvóta     | 1 kvóta           | 1 kvóta       | 1 kvóta              | 1 kvóta         | 0 kvót  | 7 kvót pro 2 země |

pozn:
- Škrtnutí volnostylaři nebyli na olympijské hry nominováni nebo nestartovali kvůli zranění, prokázanému dopingu, případně z jiného důvodu.
- Volnostylaři s indexem MS vybojoval kvótu pro svoji zemi na mistrovství světa.
- Volnostylaři s indexem S vybojoval kvótu pro svoji zemi na světové olympijské kvalifikaci
- Volnostylaři s indexem K vybojoval kvótu pro svoji zemi na kontinentální olympijské kvalifikaci
- Volnostylaři s indexem N byl nominován na olympijské hry na úkor krajana/ů, kteří kvótu vybojovali.

## Česká stopa v olympijské kvalifikaci
Bez výraznějšího výsledku zasáhli do olympijské kvalifikace Luděk Burian (−54 kg), Miroslav Valka (−76 kg), Rudolf Vobořil (−85 kg), Dan Karabín mladší (−97 kg).